# Orbey
Orbey je občina v departmaju Haut-Rhin francoske regije Alzacija.
Leta 1990 je v občini živelo 3 282 oseb oz. 71 oseb/km².